# Akademia Leona Koźmińskiego
Die Akademia Leona Koźmińskiego (deutsch: Leon Koźmiński-Akademie) ist eine staatlich anerkannte private Business School in Warschau. Sie wird als einzige polnische Hochschule unter den 100 besten Wirtschaftsuniversitäten im European Business School Ranking der Financial Times gelistet (Platz 45) und gilt als die beste polnische Wirtschaftsuniversität. Sie ist die einzige Hochschule in Polen mit einer sogenannten Triple-Crown-Hochschulakkreditierung und gehört damit zu den 108 exklusivsten Hochschulen der Welt. Zudem ist sie strategischer Partner der ESCP Business School, einer der ältesten und renommiertesten Business Schools der Welt.
Weiterhin gilt sie auch im rechtswissenschaftlichen Bereich als eine der besten Universitäten Polens und dabei als die beste private Universität.

## Geschichte
Die Hochschule wurde im Jahr 1993 als Wyższa Szkoła Przedsiębiorczości i Zarządzania von Andrzej Koźmiński gegründet. Koźmiński, der vorher als Professor an der Universität Warschau gelehrt hatte, benannte die von ihm geschaffene Akademie 2008 nach seinem Vater, dem im Gründungsjahr verstorbenen Leon Koźmiński.
Die Hochschule bietet polnisch- und englischsprachige Ausbildungsprogramme zum Bachelor, Master, Postgraduate, Master of Business Administration und zur Promotion in den Studienfächern Unternehmensführung, Finanzen, Recht, Soziologie und Wirtschaftspsychologie an.
1999 erhielt die Hochschule als erste Business School Zentral- und Osteuropas die prestigeträchtige EQUIS Akkreditierung. Die Akkreditierung durch AACSB im Jahr 2011 wurde ihr als erste Hochschule Polens erteilt. Seit 2011 ist die Akademie die einzige private Business School Polens mit Promotions- und Habilitationsrecht in der Disziplin Betriebswirtschaftslehre. Das zuständige polnische Ministerium für Wissenschaft und höhere Bildung (poln.: Ministerstwo Nauki i Szkolnictwa Wyższego) hatte bereits im Jahr 2009 das Promotionsrecht in volkswirtschaftlichen Studienfächern genehmigt.
Seit Oktober 2011 wird gemeinsam mit der DHBW Mannheim ein Double Degree-Programm angeboten.
Die Hochschule verlegt die zweimonatliche, wissenschaftliche Zeitschrift Management and Business Administration. Central Europe. Der überschaubare Campus befindet sich im Warschauer Stadtdistrikt Praga-Północ. Bis 2008 hatten rund 9.000 Studenten an Programmen der Hochschule teilgenommen. Hochschulrektor ist seit 2012 Witold Bielecki.
Seit 2015 ist sie strategischer Partner der ESCP Europe.